# Viselhető technológia

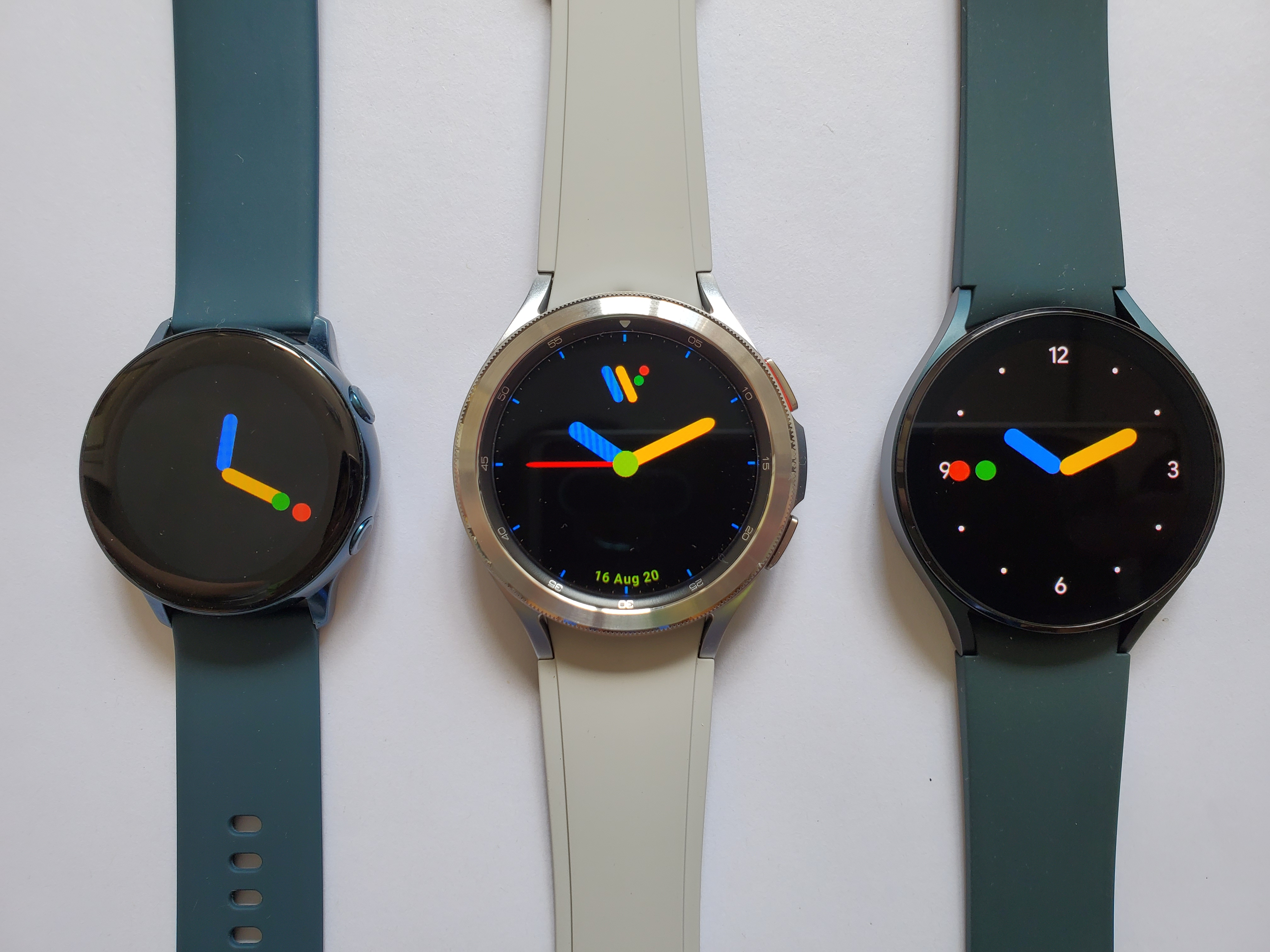
Okosóra

A viselhető eszközök olyan (emberi) testre rögzíthető hordozható számítógépek, melyek felgyorsítják a használó interakcióit és kommunikációját a környezetével, így támogatva a mindennapi életet. A viselhető eszközöket több kategóriába sorolhatjuk:
1. mindennapi viselhető eszközök
2. orvosi viselhető eszközök
3. divatban megjelenő technológiák

Mindennapi eszközök:
A viselhető eszközök legszélesebb körben ismert és elterjedt formáját, a mindennapi eszközök kategóriájába sorolható okosórák és fitnesz karkötők jelentik. Ezek a karra rögzített eszközök folyamatos összeköttetésben állnak a viselőjük mobilkészülékével Bluetooth vagy NFC kapcsolat segítségével. Így folyamatos információval látják el használójukat. 
Orvosi eszközök:
A viselhető orvosi eszközök olyan technológiákat jelentenek, mint például az izmokkal közvetlenül összeépített művégtagok, intelligens protézisek vagy a vakok látását visszaadó, idegi pályákkal összekapcsolt szenzorok. A 2014-es futball-világbajnokság nyitó rendezvényén, a kezdőrúgást egy deréktól lefelé lebénult brazil tinédzser végezte el. Az alany egy úgynevezett robotvázat (exoskeletont) viselt a testén, aminek segítségével gondolatvezérelten tudta lábát rávenni arra, hogy elrúgja a labdát ezen az eseményen.